# Haemaphysalis houyi
Haemaphysalis houyi este o specie de căpușe din genul Haemaphysalis, familia Ixodidae, descrisă de Thomas Nuttall și Warburton în anul 1915. Conform Catalogue of Life specia Haemaphysalis houyi nu are subspecii cunoscute.